# Эстребокос
Эстребокос — река на полуострове Камчатка. Протекает по территории Мильковского района Камчатского края России
Длина реки — 47 км. Впадает в реку Камчатка справа на расстоянии 662 км от устья.
Реку пересекает автодорога Петропавловск-Камчатский — Мильково.
По данным государственного водного реестра России относится к Анадыро-Колымскому бассейновому округу.
Код водного объекта 19070000112120000012898.